# Baré (Fußballspieler)
Baré (* 18. Januar 1982 in Venâncio Aires; bürgerlich Jader Volnei Spindler) ist ein ehemaliger brasilianischer Fußballspieler.

## Karriere
Der 1,91 Meter große Stürmer begann seine Karriere beim Verein Defensor Sporting Club in Uruguay und wechselte 1998 nach Brasilien, wo er zunächst bei Guarani FC und ab 2000 beim Grêmio FBPA in Porto Alegre unter Vertrag stand. Im Jahr 2001 ging er nach Japan in die J2 League zu Ōmiya Ardija. Er absolvierte für den Verein in dieser Saison 30 Ligaspiele und schoss dabei 13 Tore. Über die Stationen Vejle BK in Dänemark, Botafogo FR in Brasilien und Montevideo Wanderers in Uruguay, wo er jeweils nicht lange blieb, kehrte er 2003 zu Ōmiya Ardija zurück.
2005 wechselte Baré innerhalb der J2 League zu Ventforet Kofu. Mit ihm gelang dem Verein erstmals der Aufstieg in die J1 League, was Baré, der beim für den Aufstieg entscheidenden 6:2-Sieg gegen Kashiwa Reysol alle sechs Tore for Kofu erzielte, Kultstatus bei den Fans einbrachte. Nachdem Baré auch in der folgenden Erstligasaison trotz Abstiegskampf des Vereins in 30 Spielen 14 Tore schoss, soll sogar ein Wechsel zu Hertha BSC in die Bundesliga ein Thema gewesen sein.
Stattdessen wechselte er zu Beginn 2007 innerhalb der J1 League zu Gamba Osaka, erzielte dort in 48 Spielen dreißig Treffer und erhielt im gleichen Jahr die Auszeichnung J. League Best XI. Zu Beginn des nächsten Jahres wurde er für umgerechnet rund 6 Millionen Euro in die Vereinigten Arabischen Emirate zu al-Ahli Dubai verkauft. 2010 wechselte er innerhalb der UAE Pro League zu al-Jazira Club, wo er in 39 Ligaspielen 22 Tore erzielte, bevor er 2012 nach Katar zu al-Arabi ausgeliehen wurde. Im Dezember 2012 kehrte er nach Japan zurück, wo er einen Vertrag bei Shimizu S-Pulse in der J1 League unterschrieb. Schon im Juli 2013 hatte er mit dem chinesischen Club Tianjin Teda einen neuen Verein, für den er in der Chinese Super League spielte. Ab Februar 2015 war Baré einige Monate vereinslos, bevor er zu Ventforet Kufu zurückkehrte. Von hier wechselte er im Februar 2016 noch zu Grêmio Esportivo Glória, wo er seine Karriere schon im April 2016 beendete.